# Not Fucking Around Coalition

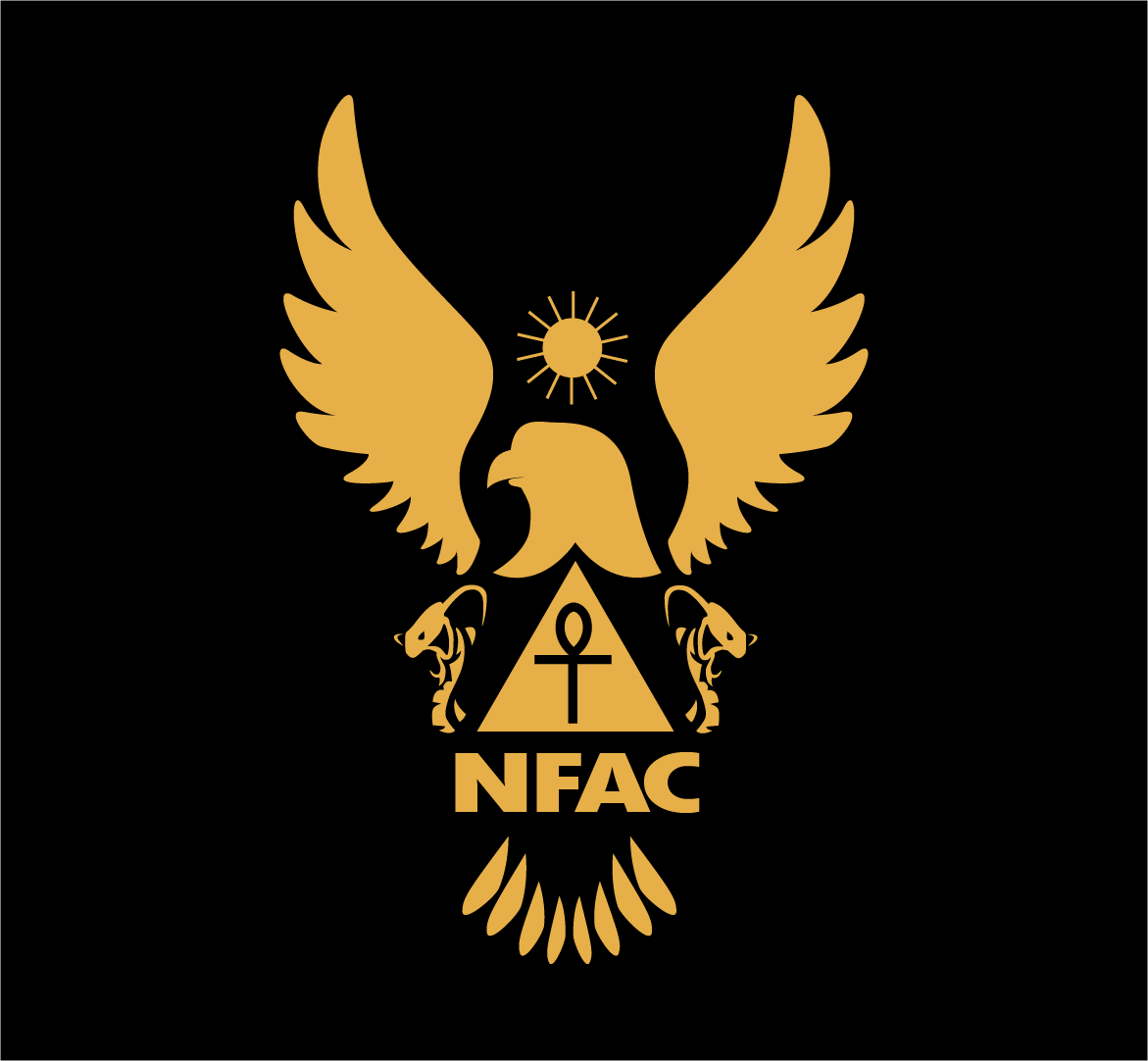

Not Fucking Around Coalition (NFAC) é uma organização paramilitar dos Estados Unidos. Foi descrito pelos meios de comunicação como uma milícia negra. Embora tenha sido ligado ao Partido dos Panteras Negras, o grupo nega qualquer conexão com o Partido e com o movimento Black Lives Matter.

## Antecedentes e organização
John Jay Fitzgerald Johnson, conhecido como Grand Master Jay, reivindicou a liderança do grupo e afirmou que é composto por "ex-atiradores militares". Johnson, que foi candidato independente à presidência dos EUA em 2016, disse: "Somos uma militância negra. Não somos manifestantes. Não viemos cantar. Não é isso que fazemos." Além disso, na mesma entrevista, Johnson expressou opiniões nacionalistas negras, colocando em vista que os Estados Unidos deveriam entregar o estado do Texas aos afro-americanos para que eles possam formar um país independente, ou permitir que afro-americanos partam dos Estados Unidos para outro país que forneceria terras sobre as quais formar uma nação independente.

## Atividades
A primeira aparição relatada dos membros da NFAC foi um protesto em 12 de maio de 2020 perto de Brunswick, Geórgia, sobre o assassinato em fevereiro de Ahmaud Arbery, embora tenham sido identificados pela mídia local como "Panteras Negras".   
Em 4 de julho de 2020, a mídia local informou que cerca de 100 a 200 membros da NFAC, em sua maioria armados, marcharam pelo Stone Mountain Park perto de Atlanta, Geórgia, pedindo a remoção de um monumento confederado.   
Em 25 de julho de 2020, uma agência de notícias local afirmou que "mais de 300" membros estavam reunidos em Louisville, Kentucky, para protestar contra a falta de ação contra os oficiais responsáveis pelo tiroteio de março de Breonna Taylor. A NFAC postou um vídeo do protesto em sua página oficial no YouTube, relatando o número de membros da milícia registrados e presentes como 3.500, durante esse protesto três membros ficaram feridos, Johnson disse logo após que o ocorrido foi depois que um membro desmaiou e deixou cair sua arma.   
Em 3 de outubro de 2020, mais de 400 membros da NFAC, juntamente com mais de 200 outros manifestantes armados, marcharam no centro de Lafayette, Luisiana. Esta manifestação foi desencadeada depois que o representante dos Estados Unidos Clay Higgins fez ameaças contra os manifestantes que apareceram armados em relação ao tiro de Trayford Pellerin nas mãos da polícia. O líder da NFAC, John Fitzgerald, juntamente com outros palestrantes, fizeram discursos, pedindo aos membros que continuassem protestando. Depois, o grupo marchou e saiu.
Em 3 de dezembro de 2020, Johnson foi preso por supostamente apontar seu rifle para policiais durante protestos sobre o assassinato de Breonna Taylor.